# Callamarca
Callamarca ist eine ländliche Streusiedlung im Departamento La Paz im Hochland des südamerikanischen Andenstaates Bolivien.

## Lage im Nahraum
Callamarca ist der größte Ort des Kanton Curva Pucará im Municipio Laja in der Provinz Los Andes und liegt auf einer Höhe von 3998 m am Río Putuyo,  einem Bachlauf, der aus Süden kommend über den Río Guaquira zum Río Tiwanaku und weiter in den Titicacasee fließt.

## Geographie
Callamarca liegt auf dem bolivianischen Altiplano zwischen den Anden-Gebirgsketten der Cordillera Occidental im Westen und der Cordillera Central im Osten. Das Klima der Region ist ein typisches Tageszeitenklima, bei dem die Durchschnittstemperaturen im Tagesverlauf stärker schwanken als im Jahresverlauf.
Die mittlere Jahrestemperatur von Viacha liegt bei knapp 9 °C, der Jahresniederschlag beträgt etwa 600 mm (siehe Klimadiagramm Viacha). Die Monatsdurchschnittstemperaturen schwanken nur unwesentlich zwischen 6 °C im Juli und 10 °C von November bis Februar. Die Monate Mai bis August sind arid mit Monatsniederschlägen von weniger als 15 mm, in den Südsommer-Monaten Januar und Februar werden Monatsniederschläge von mehr als 100 mm gemessen.

## Verkehrsnetz
Callamarca liegt in einer Entfernung von 66 Straßenkilometern westlich von La Paz, der Hauptstadt des Departamentos.
Von La Paz aus führt die asphaltierte Nationalstraße Ruta 2 in westlicher Richtung nach El Alto und weitere fünf Kilometer in nordwestlicher Richtung. Dann zweigt die Ruta 1 nach Westen ab und erreicht nach weiteren zwanzig Kilometern Laja. Nach weiteren 21 Kilometern in westlicher Richtung überquert die Ruta 1 Richtung Tiawanacu den Río Guaquira bei der Ortschaft Curva Pucará. Hier zweigt eine Landstraße nach Südosten von der Ruta 1 ab und erreicht nach weiteren fünf Kilometern in südlicher Richtung Callamarca.

## Bevölkerung
Die Einwohnerzahl der Ortschaft ist im Jahrzehnt zwischen den beiden letzten Volkszählungen auf fast das Doppelte angestiegen:
| Jahr | Einwohner         | Quelle       |
| ---- | ----------------- | ------------ |
| 1992 | keine Detaildaten | Volkszählung |
| 2001 | 567               | Volkszählung |
| 2012 | 1027              | Volkszählung |
| 2024 |                   | Volkszählung |

Die Region weist einen hohen Anteil an Aymara-Bevölkerung auf, im Municipio Laja sprechen 97,2 Prozent der Bevölkerung Aymara.